# Loxoporetes
Loxoporetes är ett släkte av spindlar. Loxoporetes ingår i familjen krabbspindlar.
Kladogram enligt Catalogue of Life:
| Loxoporetes | \| \| Loxoporetes colcloughi \| \| \| \| \| \| Loxoporetes nouhuysii \| \| \| \| |
|             | \| \| Loxoporetes colcloughi \| \| \| \| \| \| Loxoporetes nouhuysii \| \| \| \| |
|             | Loxoporetes colcloughi                                                           |
|             |                                                                                  |
|             | Loxoporetes nouhuysii                                                            |
|             |                                                                                  |